# Avant-poste de Saint-Dalmas-le-Selvage
L'avant-poste de Saint-Dalmas-le-Selvage est une fortification faisant partie de la ligne Maginot, située sur la commune de Saint-Dalmas-le-Selvage, dans le département des Alpes-Maritimes.
Comme les autres avant-postes, il est constitué de petits blocs bétonnés servant à protéger des armes d'infanterie, ces blocs étant reliés par des galeries faiblement enterrées.

## Situation
L'avant-poste de Saint-Dalmas-le-Selvage a été construit à la sortie ouest du village, au-dessus des lacets de la route menant au col de la Moutière, au lieu-dit « Bec de la Caire (ruines) » à 1 630 mètres d'altitude (le village se trouve à l'altitude de 1 500 mètres).
Les fortifications françaises construites le long des frontières orientales de la mer du Nord jusqu'à la mer Méditerranée dans les années 1930, surnommées la « ligne Maginot », étaient organisées en 24 secteurs, eux-mêmes subdivisés hiérarchiquement en plusieurs sous-secteurs et quartiers. L'avant-poste de Saint-Dalmas est situé à la limite septentrionale du secteur fortifié des Alpes-Maritimes (SFAM), à la charnière avec celui du Dauphiné (SFD). La partie la plus au nord du SFAM formait le quartier du Haut-Var, qui était défendu par le 74e bataillon alpin de forteresse (74e BAF) et le Ier bataillon du 203e régiment d'infanterie alpine (203e RIA), ainsi que par les trois sections d'éclaireurs-skieurs (SES) du 3e RIA, soutenus par l'artillerie du Ier groupe du 167e régiment d'artillerie de position (167e RAP).
Dans ce secteur, le relief du massif du Mercantour favorise énormément le défenseur, avec deux barrières montagneuses entre la vallée de la Stura (côté italien) et la vallée du Haut-Var (côté français) : la première ligne de crêtes (qui culmine au mont Ténibre à 3 031 mètres d'altitude) que suit la frontière franco-italienne n'est franchissable que par deux sentiers muletiers, au col du Fer (à 2 584 m) et au col de Colle Longue (à 2 428 m) ; la seconde barrière est à 15 km plus au sud. Entre les deux, la Tinée a creusé sa vallée, où se trouve Saint-Dalmas-le-Selvage, à huit kilomètres au sud et à vol d'oiseau du col du Fer. 
Les défenses du quartier du Haut-Var étaient organisées en profondeur : la première série se trouvait dans la haute-vallée de la Tinée, composée des petits points d'appui des SES ainsi que de l'avant-poste de Saint-Dalmas-le-Selvage (le seul du quartier). Le seconde série devait être composée de trois ouvrages bétonnés servant d'« abris actifs » bloquant le passage par les cols de Gialorgues (44° 13′ 22″ N, 6° 48′ 31″ E), de Pal (44° 11′ 35″ N, 6° 50′ 36″ E) et de Crous (44° 10′ 00″ N, 6° 54′ 22″ E) : les deux premiers furent remplacés par de simples abris en tôle métro, et le troisième fut inachevé. Enfin, encore un peu plus en arrière, étaient implantées les positions de tir de l'artillerie de position, les postes de commandement, les dépôts de munitions, les casernements, etc.
L'avant-poste de Saint-Dalmas avait pour mission de barrer le vallon de Sestrière, emprunté par un sentier (aujourd'hui une route goudronnée) qui monte au petit ouvrage du Col-de-la-Moutière et qui permet d'accéder au PC du Col-de-Colombart.

## Description
L'avant-poste est constitué de cinq blocs reliés entre eux par des cheminements souterrains, de deux postes de combat extérieurs pour mortier et d'un casernement. On distingue ainsi, d'une extrémité à l'autre :
- le bloc 1, constitué de deux chambres séparées. La première dispose de trois créneaux pour FM, mais sans cuirassement ni affût ; les FM étaient seulement posés sur des consoles en béton. La deuxième chambre du bloc est percée d'une grande ouverture permettant le tir d'un mortier.
- L'entrée, limitée à une simple porte blindée protégée par deux murs en béton. Curieusement, elle fait face à l'axe d'une attaque éventuelle.
- Le bloc 3 est l'observatoire de l'ouvrage, il se limite à un puits ressortant devant le casernement sous forme d'un simple cône en béton grossier avec un cuirassement, percé de trois fentes, dont il manque la partie supérieure. Il s'agit en fait d'une cloche d'observation blindée démontable du type Saint-Jacques dont il manque la calotte supérieure[5].
- Les blocs 4 et 5 sont des casemates à action frontale pour une mitrailleuse Hotchkiss chacun[6].  Ces deux casemates sont situées une quinzaine de mètres en avant des autres constructions de surface auxquelles elles sont reliées par des galeries souterraines ; ces deux galeries parallèles sont aussi reliées perpendiculairement par une autre galerie équipée de couchettes métalliques rabattables.
- Le bloc 2 comporte trois créneaux pour FM et deux créneaux de flanquement à ouverture étroite et dispositif de suspension de l'arme[7] (il s'agit peut-être de créneaux pour mitrailleuse Hotchkiss, le SFAM n'ayant pas eu recours aux trémies « Tunisie » comme le SFD)[5]. On accède au bloc depuis la galerie souterraine par des échelons métalliques mais le bloc dispose aussi d'une sortie de secours bien orientée vers l'arrière, contrairement à l'entrée principale. Enfin, Ce bloc est surmonté de deux emplacements pour mortier auxquels on accède depuis l'arrière par des tranchées couvertes en tôle et béton.

Le casernement souterrain est des plus sommaires, avec des couchettes métalliques rabattables et, comme dans tous les avant-postes, un groupe de ventilation manuel.
Le casernement extérieur est situé juste derrière le bloc 3. Il se compose de trois abris en tôle métro accolés perpendiculairement à un mur où sont percés les trois entrées et fenêtres des abris.

## Histoire

### Construction
Sur le mur intérieur du bloc 1 de l'avant-poste de Saint-Dalmas, un cartouche porte l'inscription « LE 10 mai 1935… 141 RIA » et « FIN Juin 1935 ». En effet, l'avant-poste a été construit entre 1931 et 1935 par la « main-d'œuvre militaire » (MOM), c’est-à-dire par les unités militaires de la région, et non par des entreprises civiles de travaux publics.
Comme tous les ouvrages d'avant-poste du Sud-Est, sa construction a été décidée en juin 1930 en raison des multiples revendications agressives de Benito Mussolini sur Nice depuis 1927 qui faisaient craindre une occupation brutale des têtes de vallées. La Commission d’organisation des régions fortifiées (CORF), l’organisme qui coordonnait la construction des fortifications sur tout le territoire français, s’opposait en effet à toute construction en avant de la position de résistance (PR) qu’elle avait fixé bien en arrière de la frontière. Ce fut la seule concession accordée au commandant désigné de l’armée des Alpes, le général Degoutte, qui coordonnait l’étude des « zones fortifiées »  sur le territoire des 14e (Lyon) et 15e (Marseille) régions militaires depuis 1925, et qui souhaitait barrer chaque col et chaque chemin muletier.
L'avant-poste de Saint-Dalmas-le-Selvage ne reprend donc aucun plan ni aucun des schémas proposés par la CORF pour la construction des fortifications et certains de ses équipements internes (trémies) sont spécifiques à la 14e région militaire.

### Combats
Il ne semble pas que cet avant-poste ait été amené à intervenir, ni en juin 1940, ni en septembre 1944 ; il n’y a du moins aucune référence à des combats le concernant dans les sources d’informations consultées.

### État actuel
L'avant-poste est totalement abandonné et l'entrée est en partie comblée.